# Bernardin Sijenski
Bernardin Sijenski (Massa Marittima, 8. rujna 1380. – L'Aquila, 20. svibnja 1444.), talijanski franjevac i svetac. Njegovo tijelo ostalo je do danas neraspadnuto.

## Životopis
Rođen je u Massi Marittimi, nedaleko od Siene. Kad su Bernardinu bile četiri godine ostao je siroče te odlazi živjeti kod rođaka. Završio je visoke studije u Sieni, živeći uvijek ozbiljnim kršćanskim životom. U Sieni je 1400. izbila kuga, pa se je Bernardin posvetio služenju zaraženima. I sam je obolio od kuge, ali je uspio ozdraviti. Godine 1402. stupa u Red manje braće. U početku je živio u skrovitosti, a poslije se daje u akciju kao obnovitelj Reda i vrstan propovjednik. Bio je velik promicatelj pobožnosti prema Imenu Isusovu, pod znakom IHS. Neki su se pobunili protiv te pobožnosti pa su protiv sveca vođena i tri crkvena sudska postupka: 1426. za vrijeme pape Martina V., 1431. za vrijeme pape Eugena IV. i 1438. na općem saboru u Baselu. Kasnije su mu ponuđene tri biskupske stolice: u Sieni, u Ferrari i Urbinu, no on ih je sve odbio. 
Od 1430. je počeo pisati teološke rasprave. Njegove su misli kasnije razradili i razvili mnogi teolozi, ali su ušle i u velike marijanske enciklike Lava XIII. "Iucunda semper" i sv. Pija X. "Ad diem illum". Sv. Bernardin Sienski se bavio također i josipologijom. Sv. Bernardin je veoma zaslužan i za duhovnu obnovu franjevačkoga reda te je promicao i temeljitu teološku naobrazbu i studij boreći se protiv "svetog primitivizma" nekih fratara.Umro je u L'Aquili, gdje je podignuta velika barokna crkva i gdje se nalazi njegov grob. Blagdan mu je 20. svibnja.
Već 1450. godine na Duhove papa Nikola V. proglasio ga je svecem. Bila je to svečana kanonizacija, kojoj je prisustvovalo mnogo vjernika. Papa Pio II. nazvao ga je "najboljim naučiteljem teologije i doktorom kanonskoga prava".